# مصطفی زمانی نجف‌آبادی
مصطفی زمانی نجف‌آبادی (زاده ۷ آذر ۱۳۱۳ در نجف‌آباد – درگذشته ۳۰ بهمن ۱۳۶۹) نویسنده، مترجم و ناشر اهل ایران بود.

## زندگی و تحصیلات حوزوی
مصطفی زمانی فرزند محمدباقر در بیستم شعبان سال ۱۳۵۳ قمری (۱۳۱۳ هجری شمسی) در شهرستان نجف‌آباد به دنیا آمد. وی در سن هفده سالگی و پس از اتمام دروس ابتدایی بنا به توصیه پدر و تشویق ابراهیم ریاضی و سید مجتبی نواب صفوی تحصیل علوم حوزوی را آغاز کرد. او مقدمات را در مدت دو سال زیر نظر ابراهیم ریاضی فرا گرفت و آنگاه برای تکمیل آموخته‌ها در سال ۱۳۳۲ به حوزه علمیه قم رفت. او در حوزه علمیه درسهای دوره سطح را در نزد حسین نوری، ستوده، مصطفی اعتمادی، میرزا علی مشکینی، محقق داماد و پسندیده فرا گرفت؛ و مدت زیادی نیز شاگرد  طباطبایی بود. سپس درسهای خارج فقه و اصول را به مدت دو سال نزدسیدحسین بروجردی و بیش ازهشت سال نزد سید روح‌الله خمینی فرا گرفت و موفق به تقریر درس خارج فقه مکاسب وی شد.

## تأسیس انتشارات پیام اسلام و الزهراء
مصطفی زمانی با محمد مفتح در جلسات مجمع اسلام‌شناسی آشنا شد که این ارتباط باعث شد که وارد کار تحقیق، ترجمه و تألیف شود. وی در سال ۱۳۴۹ با همفکری محمد مفتح، سید محمد بهشتی و شیخ غلامحسین حقانی انتشارات پیام اسلام را در قم تأسیس کرد که عمده فعالیتهای آن را پیرامون مسائل دینی نسل جوان قرار داد. ادعا شده که این مؤسسه در طی دوران قبل و بعد از انقلاب میلیون‌ها نسخه کتاب از ده‌ها نویسنده و مترجم انتشار داده است. همزمان با فعالیتهای پیام اسلام به منظور توجه به حقوق زن در اسلام در سال ۱۳۵۳ خورشیدی هیئت تحریریه انتشارات الزهراء را در قم بنیان نهاد که ثمره آن کتابهایی بود که توسط بانوان نوشته می‌شد.
او اعتقاد به ارزانی کتاب داشت و شاید به همین دلیل بود که تیراژ کتابهای مؤسسه او در سطح وسیعی منتشر و پخش می‌شد. علاوه بر این به ارسال کتاب به نقاط دوردست اهمیت می‌داد و در همین راستا کتابهای مورد نیاز هزار و پانصد کتابخانه سیّار در شهرستانهای مختلف را که عضو انتشارات پیام اسلام بودند، تهیه و ارسال می‌کرد. ارسال رایگان این کتابها معادل سیصد هزار تومان برای وی هزینه در پی داشت.

## آثار
مصطفی زمانی در طول سالهای فعالیت فرهنگی، اجتماعی و سیاسی هفتاد اثر اعم از تألیف و ترجمه از خود به یادگار گذاشت که برخی از آنها برای بیست و پنجمین بار به چاپ رسیده‌اند. آثار وی را می‌توان بر شش بخش تقسیم کرد.

### داستانهای اسلامی و معارف دین
- قصه‌های قرآن
- کارنامه محمد (ص)
- مردان پاک از نظر امام صادق (ع)، ترجمه اثر محمدجواد مغنیه
- قهرمان توحید ابراهیم بت‌شکن
- سلیمان و بلقیس
- مجموعه داستان کوتاه برای کودکان، ۱۶ جلد، تهران، انتشارات اشرفی، ۱۳۵۰
- فروع دین
- پیشگوئی‌های علمی قرآن
- امام موسی کاظم علیه السلام

### امام علیونهج‌البلاغه
- علی بن ابیطالب پیشوای مسلمین
- نهج البلاغه از دیدگاه قرآن (شرح نهج البلاغه) در چهار جلد
- نهج البلاغه (ترجمه با فهرست موضوعی)
- امام علی (ع) صدای عدالت انسانی - جلد پنجم، ترجمه اثر جرج جرداق
- ترجمه دیوان امام علی

### جهان اسلام
- بسوی اسلام یا آئین کلیسا
- شیعه و زمامداران خودسر، ترجمه اثر محمدجواد مغنیه، ۱۳۴۳
- کودک نیل یا مرد انقلاب
- حدود خسارت جهان و انحطاط مسلمین
- نقش کلیسا در ممالک اسلامی
- مذهب و رهبر ما
- جنایات غربی در شرق
- طمعکاران کینه‌ورز
- اسلام و تمدن جدید
- اسلام و خدمات اجتماعی
- سرنوشت استعمار در ممالک اسلامی
- اسلام از نظر یک مسیحی
- نقشه‌های استعمار و نغمه‌های شوم
- کنفرانس مذهبی لبنان (ترجمه)
- آینده اسلام

### مسائل نوجوانان و جوانان
- جوانان چرا؟
- نردبان ترقی (ما رمز ترقی)
- اعتیادهای خطرناک
- دختر وظیفه شناس
- مرگ سبز
- چرا رفوزه شدم
- دوستی‌های تلخ و شیرین
- بلوغ و غریزه جنسی
- طوفان جوانی (جلد دوم کتاب جوانان چرا؟)
- خودکشی
- نماز نیروی مقاومت اسلامی
- خط کور
- هنر چیست و هنرمند کیست

### مسائل زناشویی و ازدواج
- عروسی تولدی جدید
- پیمان زناشوئی
- وسواس: پیدایش، رشد و درمان آن (به عربی و بعد به فارسی)

### کتب فقهی
- تقریرات درس خارج مکاسب
- خودآموز کفایه الاصول با حاشیه‌های توضیحی

در سال ۱۳۷۲ ب‍ن‍ی‍اد ف‍ره‍ن‍گ‍ی اس‍لام کتابی را تحت عنوان ی‍ادواره و ک‍ت‍اب‍ن‍ام‍ه اس‍ت‍اد م‍ص‍طف‍ی زم‍ان‍ی منتشر کرد.